# Єрохін Сергій Аркадійович
Єрохін Сергій Аркадійович (*1952) — український економіст, відомий фахівець в галузі економічної теорії, макроекономіки, державного регулювання.

## Короткий життєпис
У 1970 став випускником фізико-математичної школи № 145.
У 1977 закінчив Київський інститут народного господарства. Після закінчення інституту залишився там працювати на посаді асистента.
У 1982 захистив кандидатську дисертацію і був підвищений переведений на посаду доцента. Працював в інституті по 1984 рік.
З 1985 по 1991 був членом КПУ.

## Наукова та державно-громадська діяльність
У 1992 засновник та ректор Національної академії управління. Певний час суміщав наукову роботу з комерційною діяльністю (з 1991 по 1993 віце-президент АТ «Українська фінансова група»). З 1996 — член Президії Державної акредитаційної комісії. У 1999 році був радником Прем'єр-міністра України на громадських засадах.

## Наукові праці
Сергій Аркадійович — автор (співавтор) численних наукових праць, монографій та підручників. Зокрема, «Планирование интенсивного развития народного хозяйства» (1990), «Структурна трансформація національної економіки» (2002).